# Nam Việt
Nam Việt (tiếng Quan Thoại: 南越 / Nányuè, tiếng Quảng Đông: 南粤 / Naam4 jyut6) là một quốc gia được lãnh đạo bởi nhà Triệu tồn tại trong giai đoạn 203 TCN – 111 TCN trước khi bị nhà Hán tiêu diệt. Cương vực tương ứng một phần lãnh thổ Trung Quốc và Việt Nam hiện nay.

## Lịch sử
Toàn bộ về lịch sử Nam Việt được chép đầu tiên bởi Sử ký nhà Hán. Được đề cập chủ yếu trong phần Liệt truyện, quyển 113: Biên niên sử Nam Việt (南越列傳). Nó lưu lại các thông tin về nước Nam Việt từ thời Triệu Đà cho đến khi cáo chung dưới thời Triệu Dương Vương. Nhà Triệu trải 5 đời vua và đều xưng đế. Các sử gia Trung Hoa vì chỉ muốn coi Nam Việt làm phiên thuộc nên chép các vua Nam Việt tước "vương", nhưng kết quả khai quật lăng mộ vua Triệu thứ hai cho thấy các ấn chương, văn bản và danh xưng đều là "đế" chứ không phải "vương". Điều đó gây bất ngờ với chính các sử gia Trung Hoa hiện đại. Giới sử học thống nhất rằng: tước "vương" của các vua Nam Việt chỉ là xưng hiệu trong quan hệ ngoại giao với nhà Hán, còn trong nội bộ nước Nam Việt, các vua Triệu đều xưng đế. Những người hoàng tộc Triệu do đó đều được phong "vương" và các thủ lĩnh người Việt ở đất Cổ Loa cũ (tự quản) cũng có tước "vương" như Tây Vu Vương. Sử sách còn ghi lại khi Nam Việt bị diệt, hoàng thân là "Thương Ngô vương Triệu Quang cùng huyện lệnh Yết Dương tên là Định đầu hàng".

### Tiền kỳ

#### Chiến tranh Tần-Việt (206-218 TCN)

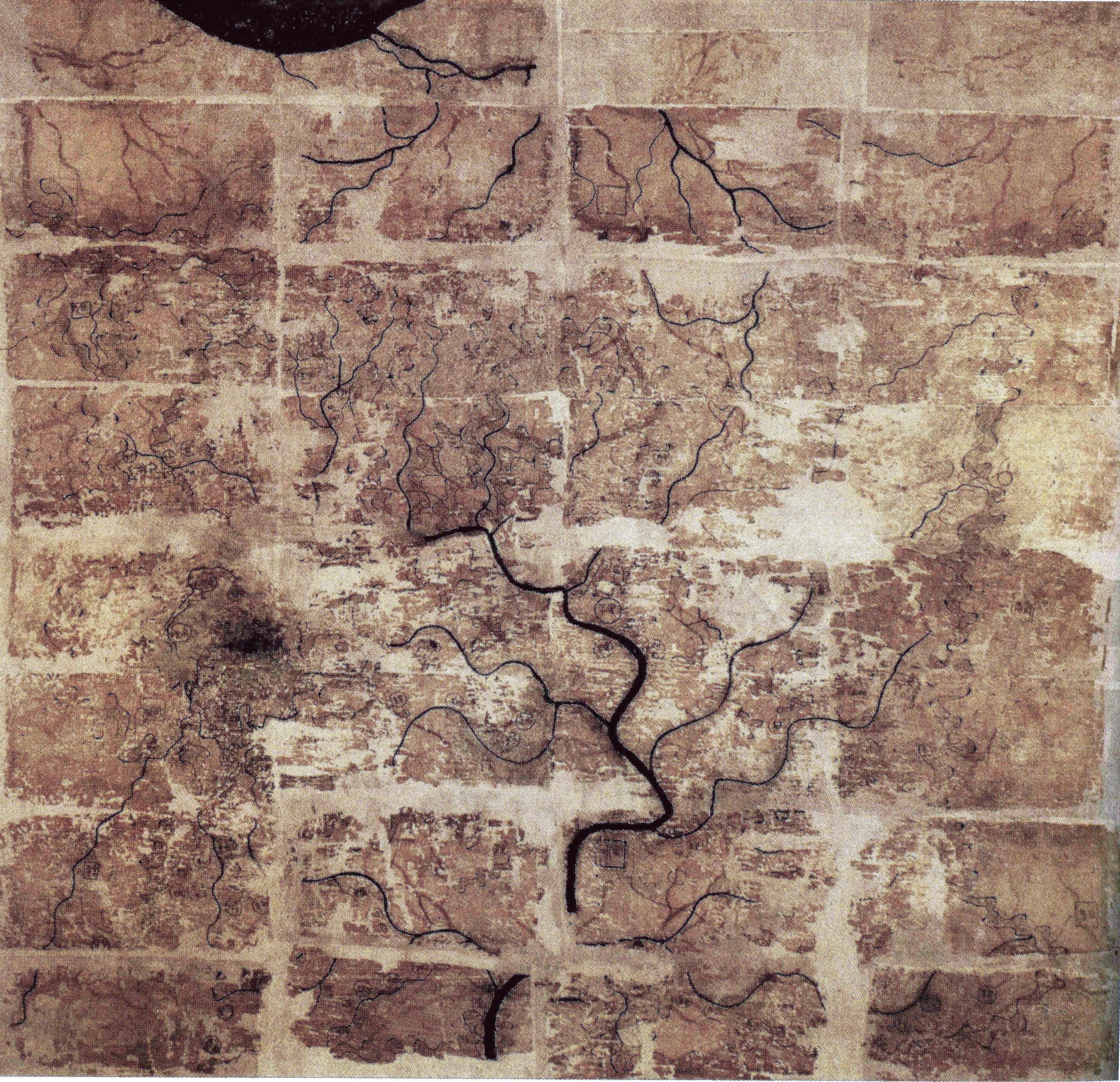
Tấm bản đồ bằng lụa ở mộ số 3 Mã Vương Đôi mô tả hai nước Trường Sa và Nam Việt.

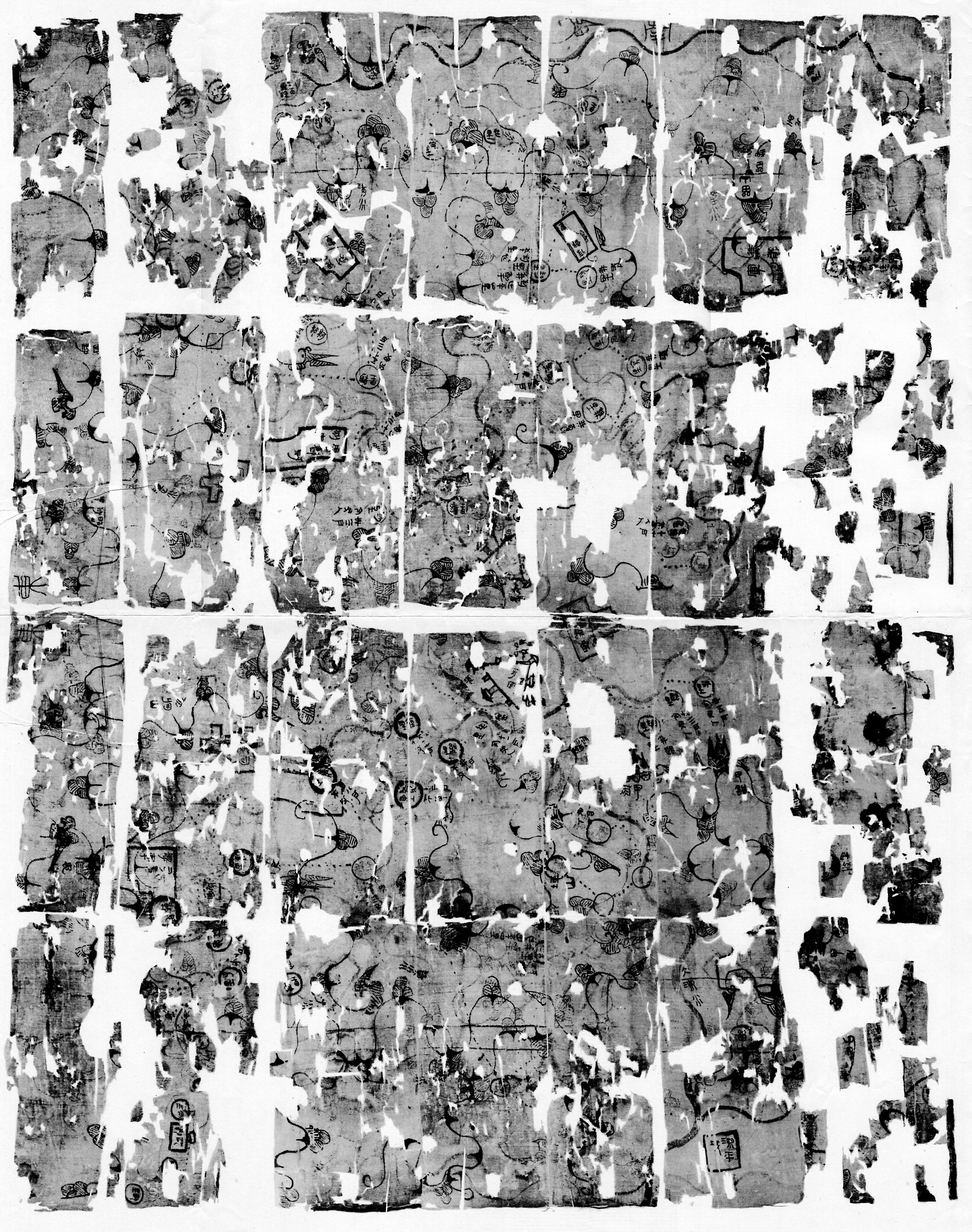
Bản đồ từ mộ số 3 Mã Vương Đôi đánh dấu các vị trí của quân đồn trú nhà Hán trong một cuộc tiến công Nam Việt năm 181 TCN.

Sau khi Tần Thủy Hoàng thống nhất 6 vương quốc cổ là Hàn, Triệu, Ngụy, Sở, Yên, Tề, ông bắt đầu hướng sự chú ý sang các bộ lạc người Hung Nô ở phía bắc và Bách Việt ở phía nam. Khoảng năm 218 TCN, Tần Thủy Hoàng sai tướng Đồ Thư cùng 500.000 quân Tần chia làm 5 đạo tấn công các bộ lạc Bách Việt ở vùng đất Lĩnh Nam.
- Đạo thứ nhất hợp binh ở Dư Can (nay là huyện Dư Can, tỉnh Giang Tây) và đánh chiếm Mân Việt lập ra quận Mân Trung.
- Đạo thứ nhì được tăng cường thêm tại Nam Dã (nay là huyện cấp thị Nam Khang, tỉnh Giang Tây) nhằm buộc các dân tộc Việt ở phía nam phải phòng thủ.
- Đạo thứ ba đánh chiếm Phiên Ngung.
- Đạo thứ tư đồn trú gần núi Cửu Nghi (chữ Hán: 九嶷山).
- Đạo thứ năm đóng bên ngoài Đàm Thành (鐔城, phía tây nam Tĩnh Châu, tỉnh Hồ Nam ngày nay)[5].

Tần Thủy Hoàng sai viên quan Sử Lộc (史禄) giám sát việc cung cấp hậu cần. Đầu tiên Sử Lộc chỉ huy một nhóm quân vượt qua kênh Hưng An (nối liền Tương giang và Li giang), sau đó dùng thuyền vượt sông Dương Tử và sông Châu Giang tìm được con đường an toàn tiếp tế lương thực cho quân Tần. Quân Tần sau đó tấn công Âu Việt, thủ lĩnh của Âu Việt là Dịch Hu Tống (譯吁宋) bị giết. Tuy nhiên, Âu Việt vẫn phản kháng. Họ trốn vào rừng và bầu ra một thủ lĩnh mới là Kiệt Tuấn (桀駿) để tiếp tục chống lại quân Tần. Sau đó một cuộc tấn công vào ban đêm của Âu Việt đã gây thiệt hại nặng cho quân Tần, tướng Đồ Thư bị giết cùng khoảng 10 vạn quân. Triều đình nhà Tần đã chọn Nhâm Ngao lên nắm quyền chỉ huy thay cho Đồ Thư. Năm 214 TCN, Tần Thủy Hoàng cử Nhâm Ngao chỉ huy quân tiếp viện tiếp tục tấn công. Lần này Âu Việt đã bị đánh bại hoàn toàn và phần lớn vùng Lĩnh Nam bị sáp nhập vào Tần. Cùng năm, nhà Tần lập ra các quận Nam Hải, Quế Lâm, và Tượng quận. Nhâm Ngao được bổ nhiệm làm Quận úy Nam Hải. Nam Hải được chia thành 4 huyện là Phiên Ngung, Long Xuyên, Bác La và Yết Dương. Triệu Đà được bổ nhiệm làm Huyện lệnh Long Xuyên. Tần Thủy Hoàng mất năm 210 TCN, con trai là Hồ Hợi lên thay trở thành Tần Nhị Thế. Một năm sau, khởi nghĩa Trần Thắng, Ngô Quảng nổ ra. Cuộc khởi nghĩa lan rộng khắp, toàn bộ khu vực sông Hoàng Hà rơi vào hỗn loạn. Các cuộc nổi dậy ngày càng mạnh khiến Tần Nhị Thế phải bãi binh ở Lĩnh Nam. Năm 208 TCN, Quận úy Nam Hải là Nhâm Ngao bị bệnh nặng, khi hấp hối mới gọi Triệu Đà đến, dặn phải giữ lấy miền Lĩnh Nam mà cát cứ. Vâng lời ông, Triệu Đà gửi lệnh đến quan quân các cửa ngõ Lĩnh Nam, canh giữ phòng chống quân Trung Nguyên xâm phạm, và nhân dịp đó, giết hết những người còn phò nhà Tần ở Lĩnh Nam, cất đặt lại những người thân tín của mình.

#### Vũ đế khai quốc (203-137 TCN)
Năm 206 TCN, nhà Tần sụp đổ, các bộ tộc Bách Việt ở Quế Lâm và Tượng quận trở nên xa rời hơn với Trung Nguyên. 
Theo truyền thuyết, thủ lĩnh An Dương Vương ở phía nam đã thành lập vương quốc Âu Lạc (chữ Hán: 甌駱). Theo quan điểm hiện nay của chính phủ Việt Nam, khoảng năm 179 TCN, Triệu Đà đánh chiếm Âu Lạc của An Dương Vương, chia đất Âu Lạc làm 2 quận Giao Chỉ và Cửu Chân rồi sáp nhập vào Nam Hải, Quế Lâm, Tượng quận. Lãnh địa gồm 5 quận của Nam Việt ổn định cho tới khi nước này bị diệt cùng nhà Triệu.
Năm 204 TCN, Triệu Đà lập nước Nam Việt, định đô ở thành Phiên Ngung và tự xưng Nam Việt Vũ Vương (chữ Hán: 南越武王), sử quen gọi là Triệu Vũ Vương. Ban sơ, lãnh thổ Nam Việt gồm 3 quận Nam Hải (đại bộ phận tương đương Quảng Đông ngày nay), Quế Lâm (đông bộ Quảng Tây) và Tượng (tây bộ Quảng Tây, nam bộ Quý Châu). Nước Nam Việt phía bắc giáp Mân Việt và phong quốc Trường Sa của nhà Hán, phía tây giáp Dạ Lang, phía tây nam giáp Âu Lạc, phía đông nam giáp biển.
Năm 202 TCN, Lưu Bang thống nhất Trung Nguyên và thành lập nhà Hán. Cuộc chiến của Lưu Bang đã khiến nhiều khu vực của Trung Quốc bị tàn phá nặng nề và dân số suy giảm. Các lãnh chúa phong kiến tiếp tục nổi loạn khắp nơi, trong khi lãnh thổ ở phía bắc thường xuyên bị người Hung Nô tấn công. Tình trạng bất ổn đó buộc triều đình nhà Hán phải cư xử hòa hảo với Nam Việt. Năm 196 TCN, Hán Cao Tổ đã cử Lục Giả (陸賈) đến Nam Việt với hi vọng lấy được sự trung thành của Triệu Vũ Vương. Sau khi đến nơi, Lục Giả gặp Triệu Vũ Vương và được cho là đã thấy Triệu Vũ Vương đón tiếp ông trong trang phục và phong tục của người Bách Việt. Điều đó khiến cho Lục Giả nổi giận. Lục Giả quở trách Triệu Vũ Vương, chỉ ra rằng ông là người Hoa Hạ chứ không phải người Việt, và nên giữ cách ăn mặc cùng lễ nghi của người Trung Nguyên, không được quên truyền thống của tổ tiên mình. Lục Giả ca ngợi sức mạnh của nhà Hán và cảnh báo một vương quốc nhỏ như Nam Việt chống lại nhà Hán sẽ là liều lĩnh. Sau khi đe dọa giết thân thích của Triệu Đà ở đất Hán và phá hủy mồ mả tổ tiên, cũng như ép buộc dân Bách Việt phế truất ông, Triệu Vũ Vương đã quyết định nhận con dấu của Hán Cao Tổ và quy phụ nhà Hán. Quan hệ buôn bán được thiết lập tại biên giới của Nam Việt và phong quốc Trường Sa thuộc Hán. Mặc dù chính thức là một nước chư hầu của nhà Hán nhưng Nam Việt dường như không mất đi quyền tự chủ trên thực tế.
Sau khi Lưu Bang mất năm 195 TCN, quyền lực rơi vào tay Lữ Hậu. Bà sai người đến quê hương của Triệu Vũ Vương là Chân Định (真定) (nay là huyện Chính Định, tỉnh Hà Bắc, Trung Quốc) giết nhiều họ hàng thân thích và mạo phạm mộ tổ tiên của Triệu Đà. Triệu Vũ Vương tin rằng Trường Sa vương Ngô Thần đã tạo ra những lời buộc tội dối trá chống lại ông để Lữ Hậu cắt đứt buôn bán giữa hai nước và để chuẩn bị đánh chiếm Nam Việt sáp nhập vào phong quốc Trường Sa của Ngô Thần. Để trả thù, Triệu Vũ Vương xưng là Hoàng đế (tức Nam Việt Vũ Đế) và đánh chiếm Trường Sa. Lã Hậu cử tướng Chu Táo chỉ huy quân đội để trừng phạt Triệu Vũ Đế. Thời tiết nóng ẩm ở phương nam khiến binh sĩ của Chu Táo đổ bệnh, không thể đi tiếp xuống phía nam, rốt cuộc họ phải rút lui. Sau đó Triệu Vũ Đế dùng của cải vỗ về các vùng phụ cận như Mân Việt ở phía đông và Tây Âu Lạc ở phía nam.
Năm 179 TCN, Lưu Hằng lên ngôi trở thành Hán Văn Đế. Ông đã đảo ngược nhiều kế sách trước đó của Lã Hậu và tiến hành hòa giải đối với Triệu Vũ Đế. Hán Văn Đế ra lệnh cho các quan lại đi kinh lý Chân Định, sai quân canh giữ bảo vệ huyện trấn và thường xuyên chăm lo hương hỏa tổ tiên của Triệu Vũ Đế. Thừa tướng Trần Bình đề nghị cử Lục Giả đến Nam Việt vì họ đã biết nhau từ trước. Lục Giả đến Phiên Ngung thêm một lần nữa và giao bức thư của Hán Văn Đế cho Triệu Vũ Đế nhấn mạnh rằng những chính sách của Lã Hậu là nguyên nhân gây ra sự thù địch giữa Nam Việt với triều đình nhà Hán và đem đến nỗi đau khổ cho dân thường ở biên giới. Triệu Vũ Đế lại quyết định quy phụ nhà Hán lần nữa, rút lại danh xưng Hoàng đế và trở lại xưng Vương, Nam Việt lại trở thành nước chư hầu của nhà Hán. Tuy vậy, hầu như những sự thay đổi đó chỉ là bề ngoài, Triệu Đà tiếp tục được gọi là Hoàng đế khắp Nam Việt. Ngoài 5 quận (hoặc 4 quận) trực tiếp cai trị, nhà Triệu còn gây ảnh hưởng đến mấy nhóm Bách Việt xung quanh như Đông Âu (Chiết Giang), Mân Việt (Phúc Kiến).

### Trung kỳ

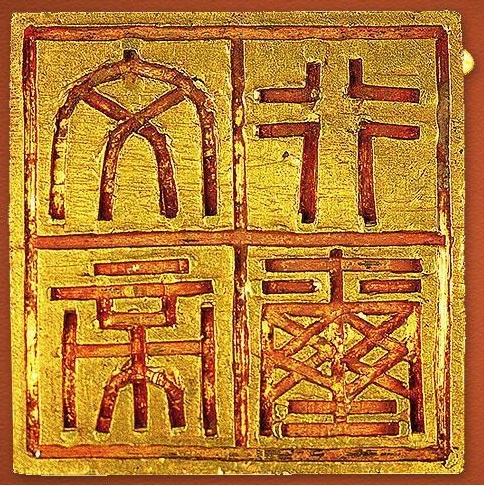
Văn đế hành tỉ (文帝行璽).

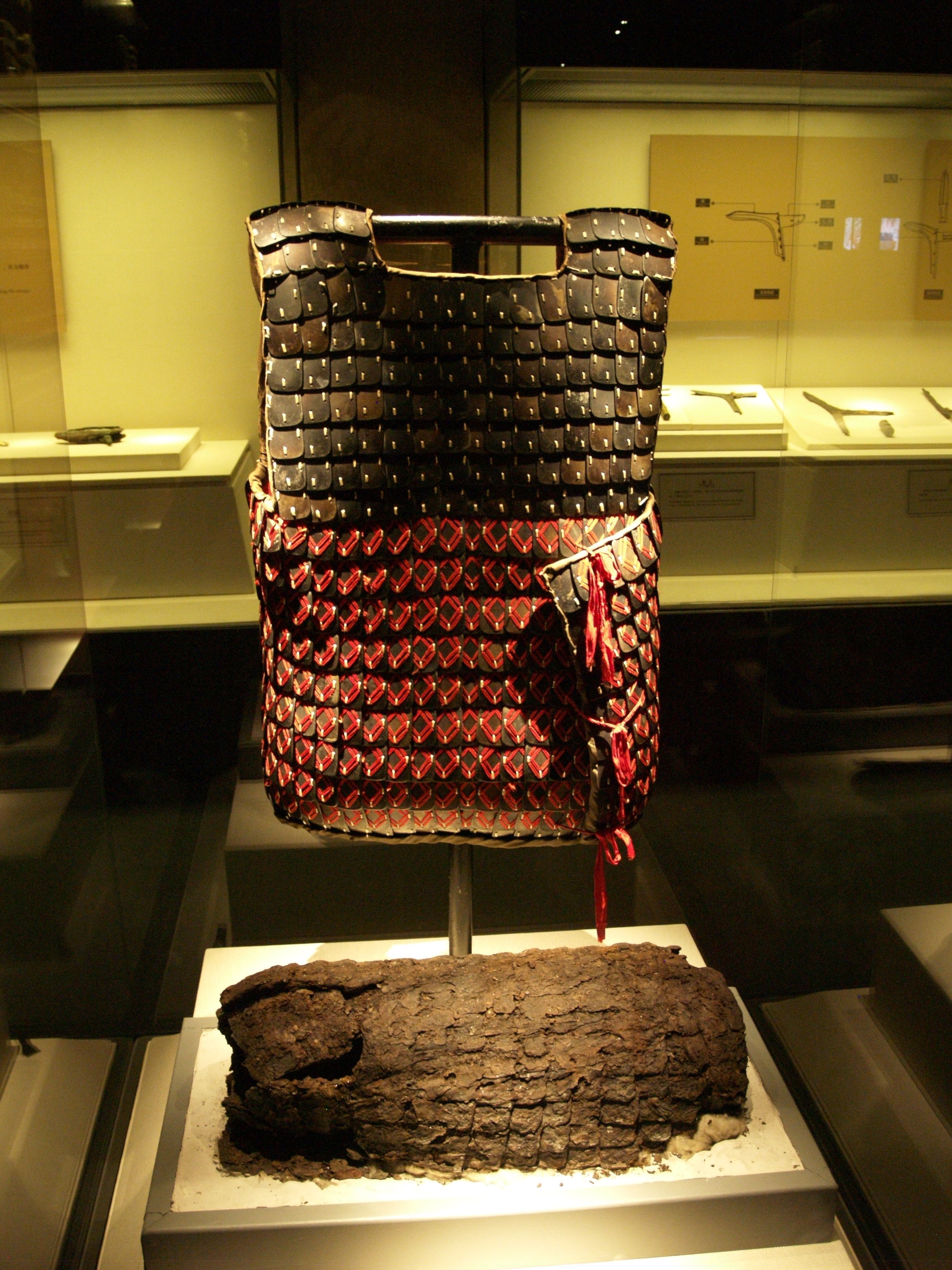
Giáp phục của quân triều đình nhà Triệu nước Nam Việt.

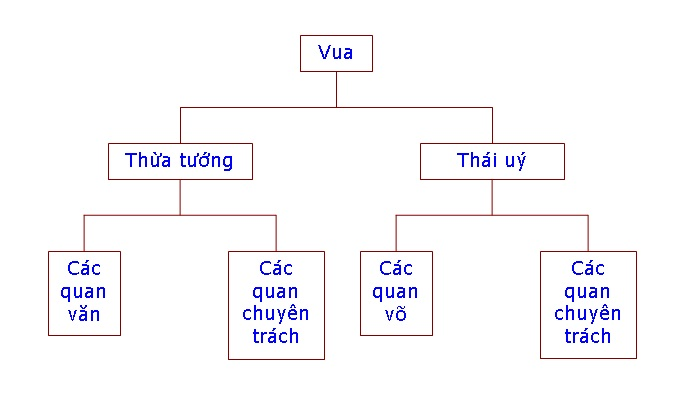
Sơ đồ chế độ hành chính...

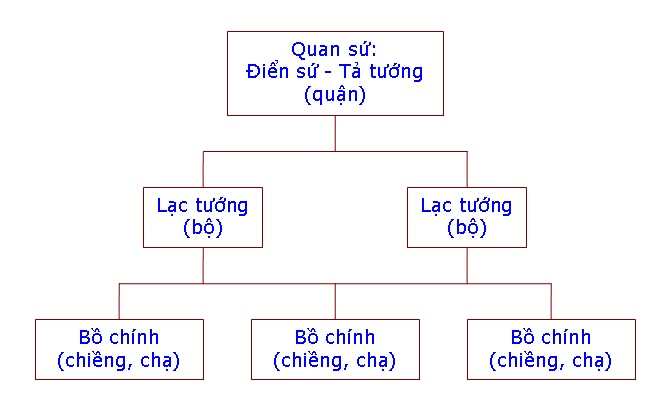
... của nhà Triệu.

#### Văn đế trấn quốc (137-125 TCN)
Năm 137 TCN, Triệu Đà mất vì tuổi cao (ước khoảng hơn 100), trưởng nam của ông vốn đã mất từ trước, vì vậy cháu của Triệu Đà là Triệu Mạt trở thành vua Nam Việt, tức Triệu Văn Đế.
Năm 135 TCN, vua nước Mân Việt láng giềng mở cuộc tấn công vào các thị trấn dọc biên giới giữa Nam Việt và Mân Việt. Vì Triệu Văn Đế chưa kịp củng cố quyền lực của mình, nên buộc phải cầu xin Hán Vũ Đế gửi quân đến giúp Nam Việt chống lại bọn mà ông gọi là "những kẻ nổi loạn Mân Việt". Hán Vũ Đế khen Triệu Mạt là một chư hầu trung thành và phái Đại hành Vương Khôi, một viên chức cai trị người dân tộc thiểu số, và Đại tư nông Hàn An Quốc chỉ huy quân đội, ra lệnh chia quân thành 2 đạo tấn công Mân Việt từ hai hướng, một từ Dự Chương, hướng khác là từ Cối Kê (nay thuộc Thiệu Hưng). Nhưng trước khi quân Hán hành quân đến nơi thì vua Mân Việt là Dĩnh đã bị em trai là Dư Thiện ám sát, sau đó Dư Thiện đã nhanh chóng đầu hàng. Hán Vũ Đế sau đó cử sứ giả là Nghiêm Trợ đến Phiên Ngung để đưa bản tuyên bố đầu hàng chính thức của Mân Việt cho Triệu Văn Đế. Triệu Văn Đế bày tỏ lòng biết ơn của mình đến Hán Vũ Đế cùng lời hứa rằng ông sẽ vào kinh đô triều kiến Hán Vũ Đế tại Trường An. Và sau đó, thậm chí Triệu Văn Đế đã phái con trai của mình là Triệu Anh Tề cùng đến Trường An với Nghiêm Trợ. Trước đây Triệu Văn Đế chưa bao giờ tới Trường An. Một cận thần của ông đã ra sức khuyên không nên đi vì sợ rằng Hán Vũ Đế sẽ tìm ra một vài nguyên nhân để ngăn cản ông quay trở về, điều đó sẽ dẫn đến sự diệt vong của nước Nam Việt. Triệu Văn Đế vì vậy đã cáo bệnh và không bao giờ đến Trường An. Ngay sau khi Mân Việt đầu hàng quân Hán, Vương Khôi đã phái Đường Mông, huyện lệnh Phiên Dương, đến để đưa tin Mân Việt đầu hàng cho Triệu Văn Đế. Khi ở Nam Việt, Đường Mông đã được giới thiệu ăn một loại nước chấm truyền thống của Nam Việt được làm từ quả sơn trà mua từ đất Thục. Ngạc nhiên rằng đó là một sản vật sẵn có, và Đường Mông đã được biết rằng có một tuyến đường từ Thục (nay là tỉnh Tứ Xuyên) đi đến Dạ Lang, rồi sau đó dọc theo sông Tang Kha (ngày nay là sông Bắc Bàn chảy qua tỉnh Vân Nam và Quý Châu) đi thẳng đến kinh đô Phiên Ngung của Nam Việt. Ngay sau đó Đường Mông đã phác thảo một kế hoạch trình lên Hán Vũ Đế đề nghị tập hợp 100.000 quân tinh nhuệ tại Dạ Lang, sau đó dùng thuyền vượt sông Tang Kha để mở cuộc tấn công bất ngờ vào Nam Việt. Hán Vũ Đế đồng ý với kế hoạch của Đường Mông, phong ông làm Lang Trung tướng và cho phép ông dẫn đầu 1000 quân cùng nhiều quân lương và xe hàng từ hẻm Ba Phù (ngày nay gần huyện Hợp Giang, tỉnh Tứ Xuyên) tiến vào Dạ Lang. Nhiều xe hàng mang theo là quà tặng cho các lãnh chúa phong kiến của Dạ Lang như là quà hối lộ để họ tuyên bố trung thành với nhà Hán, điều mà sau đó họ đã làm, và Dạ Lang trở thành quận Kiền Vi của nhà Hán.
Sau hơn một thập kỷ trị vì, Triệu Văn Đế đổ bệnh và qua đời khoảng năm 125 TCN.

#### Minh đế hưng quốc (125-113 TCN)
Sau khi nghe tin cha đổ bệnh nặng, Triệu Anh Tề nhận được sự chấp thuận từ Hán Vũ Đế quay trở về Nam Việt. Sau khi Triệu Văn Đế băng hà, Triệu Anh Tề lên ngôi vua Nam Việt, tức là Triệu Minh Vương. Trước khi được phái đến Trường An, Triệu Anh Tề đã kết hôn với một người đàn bà Nam Việt và có một con trai tên là Triệu Kiến Đức. Trong khoảng thời gian Triệu Anh Tề sống ở Trường An, ông lại cưới một người đàn bà Hàm Đan (có lẽ vì quê hương của Triệu Đà cũng ở vùng đó). Họ đã có một con trai tên là Triệu Hưng. Ông đã chủ động xin Hán Vũ Đế lập người vợ Hán thành Vương hậu và Triệu Hưng thành Thế tử, việc làm này cuối cùng đã mang đến thảm họa cho Nam Việt. Ông mất khoảng năm 113 TCN.

### Hậu kỳ

#### Lữ Gia phế Ai Vương
Triệu Hưng lên ngôi khi mới 5 tuổi, tức Triệu Ai Vương, mẹ là Cù thái hậu tham chính. Hán Vũ Đế sai sứ giả An Quốc Thiếu Quý, vốn là người tình cũ của Cù thái hậu, sang thuyết phục Nam Việt nội phụ nhà Hán. Cù thái hậu lại cùng Thiếu Quý tư thông và muốn thuận theo nhà Hán, nhưng Thừa tướng người Việt là Lữ Gia phản đối. Năm 112 TCN, Lữ Gia đem quân đánh vào cung, giết chết Cù thái hậu và Triệu Ai Vương cùng An Quốc Thiếu Quý, lập anh của Triệu Ai Vương là Triệu Kiến Đức lên ngôi, tức là Triệu Thuật Dương Vương.

#### Diệt vong
Năm 111 TCN, Hán Vũ Đế sai Dương Bộc, Lộ Bác Đức đem đại quân sang đánh. Vua Triệu là Thuật Dương Vương Kiến Đức và Thừa tướng Lữ Gia lần lượt đều bị bắt và bị hại (111 TCN). Dựa trên hệ thống các đền, miếu, đình, chùa thờ Lữ Gia, phu nhân và các tướng lĩnh của ông rải rác trên khắp vùng đồng bằng sông Hồng ở miền Bắc Việt Nam, rất có thể cuộc kháng chiến chống nhà Tây Hán còn kéo dài đến năm 98 TCN. Sau khi Phiên Ngung thất thủ, Tây Vu Vương (thủ lĩnh đất tự trị Tây Vu với trung tâm là Cổ Loa) đã nổi dậy chống lại nguy cơ Bắc thuộc lần 1 trước sự xâm lăng của nhà Tây Hán. Tả tướng Hoàng Đồng (黄同) của hai quận Giao Chỉ và Cửu Chân đã giết chết Tây Vu Vương đang làm loạn để hàng Hán. Thương Ngô vương Triệu Quang cùng họ hàng với vua nhà Triệu, nghe tin quân Hán đến, xin hàng, được phong làm Tuỳ Đào hầu; Huyện lệnh huyện Yết Dương là Sử Định (史定) hàng Hán được phong làm An Đạo hầu; tướng nhà Triệu là Tất Thủ (畢取) mang quân ra hàng được phong làm Liêu hầu ; quan Giám quận Quế Lâm là Cư Ông (居翁) dụ 40 vạn dân 2 quận Giao Chỉ và Cửu Chân ra hàng được phong làm Tương Thành hầu. Vậy là các xứ ở Nam Việt đều xin hàng. Nhà Triệu diệt vong, nước Nam Việt cũng mất sau 97 năm tồn tại, với 5 đời vua.

## Văn hiến

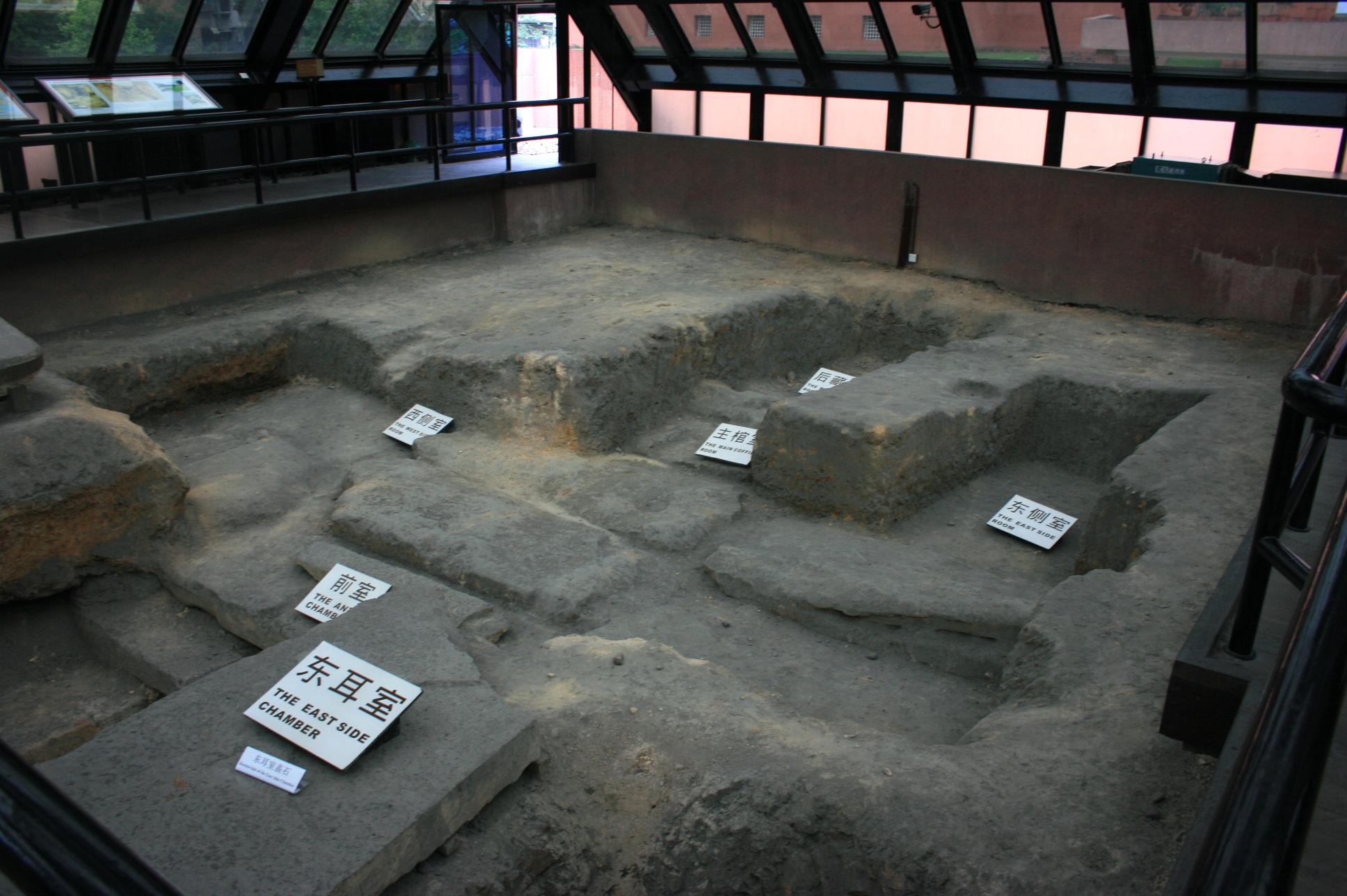
Lăng mộ Triệu Văn Đế nhìn từ trên xuống

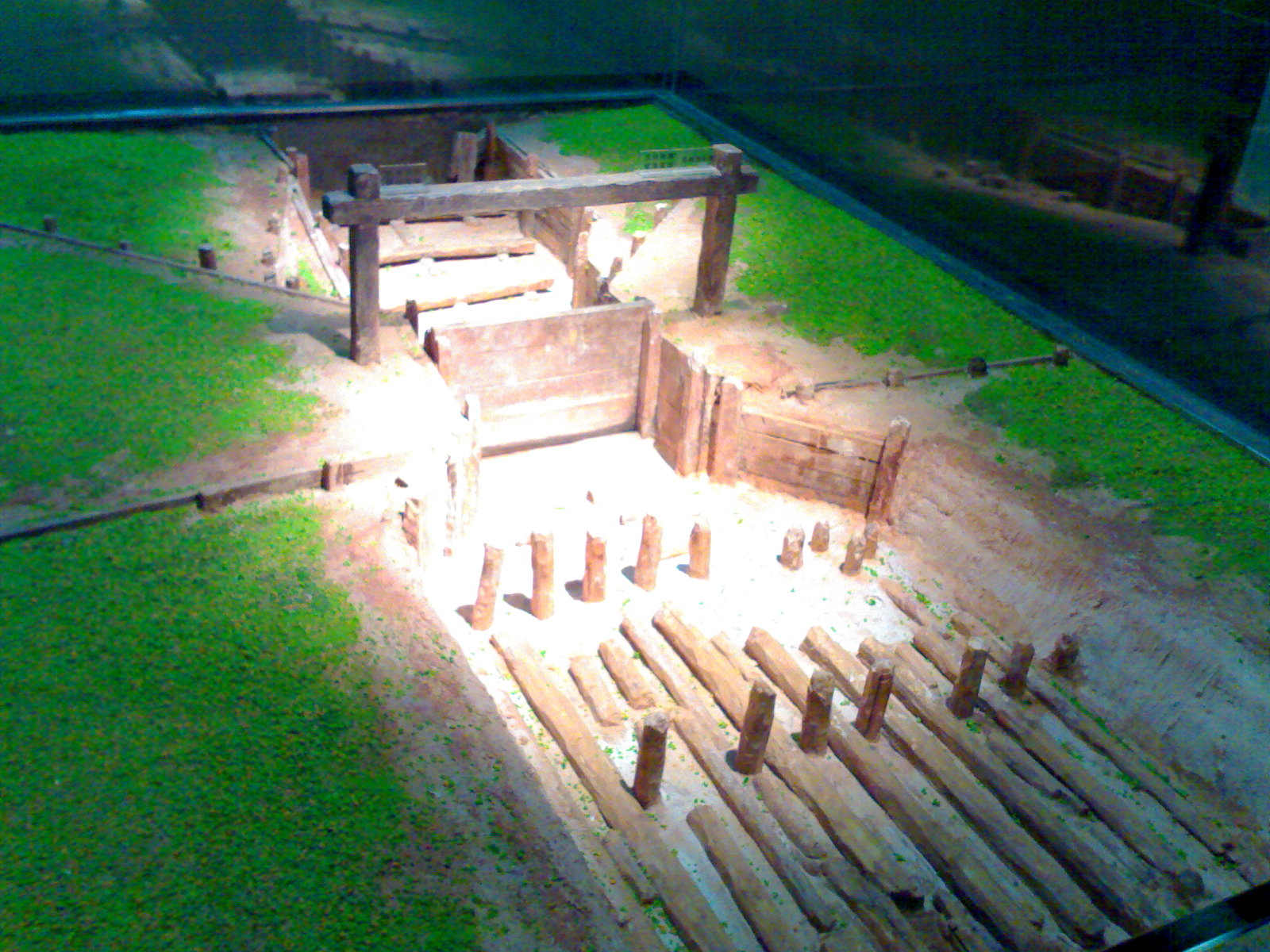
Mô hình đập nước bằng gỗ thời Triệu

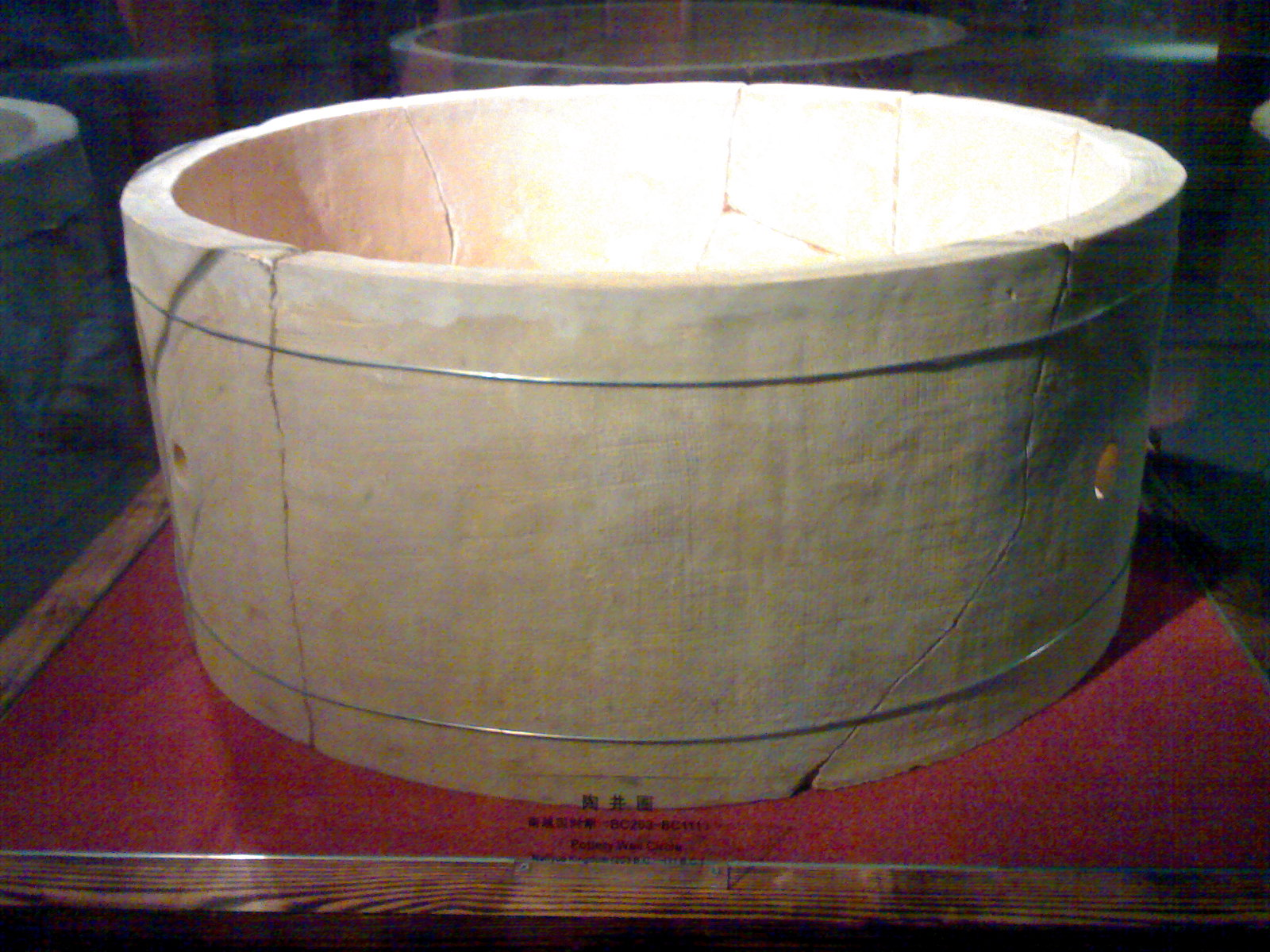
Giếng gốm thời Triệu.

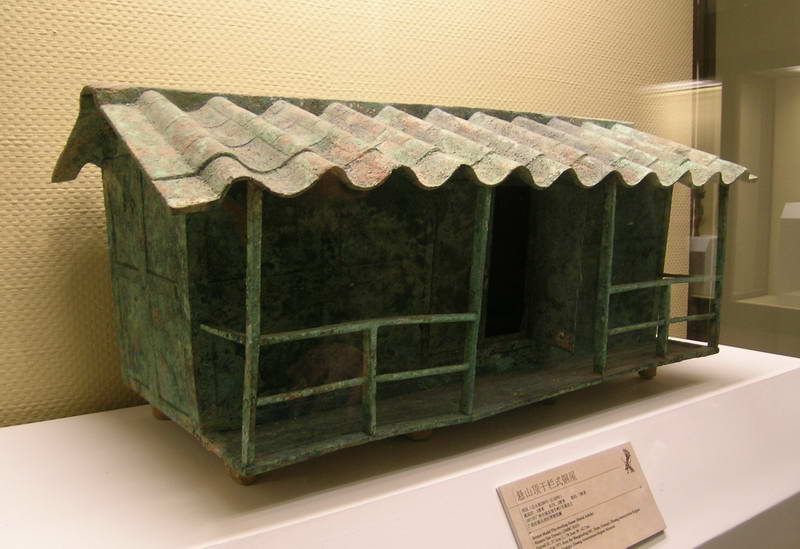
Mô hình nhà dân bằng đồng ở quận Quế Lâm thời Triệu. Cổ vật lấy từ mộ số 1 La Bạc Loan.

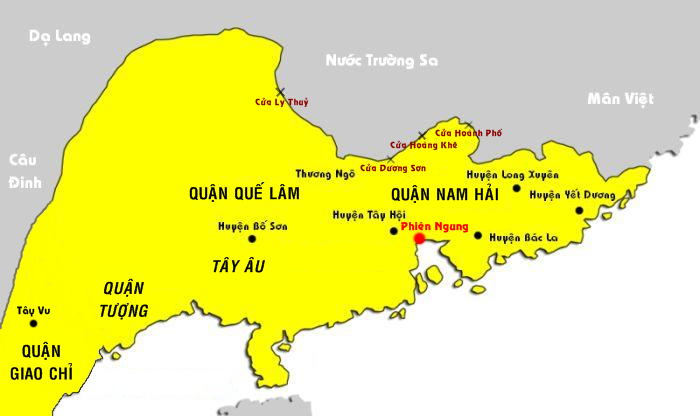
Bản đồ các quận phía Đông bắc nước Nam Việt
- Các quận hành chính thời Triệu: Nam Hải, Quế Lâm, Giao Chỉ
- Địa danh do nhà Tần đặt ra (214 TCN): Quận Tượng, Tây Âu
Quận Tượng bao trùm toàn bộ lãnh thổ hai quận Giao Chỉ và Cửu Chân thời nhà Triệu nước Nam Việt.

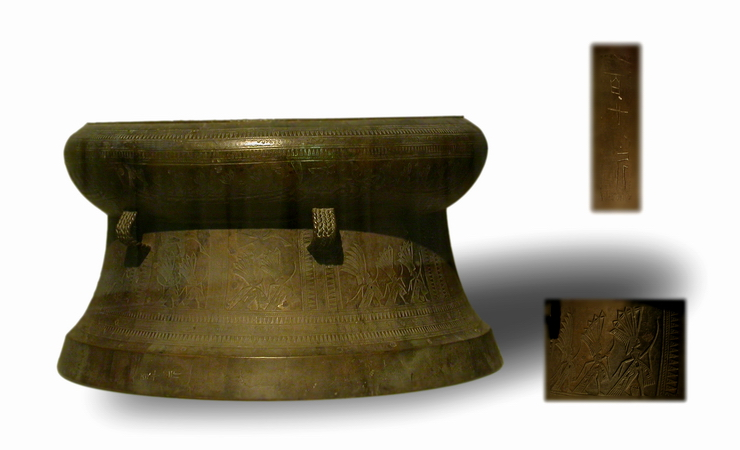
Trống đồng lấy từ mộ số 1 La Bạc Loan, Quảng Tây. Đây là trống đồng thời nhà Triệu nước Nam Việt. Trống đồng là biểu trưng quyền lực quốc gia của các tộc Bách Việt.

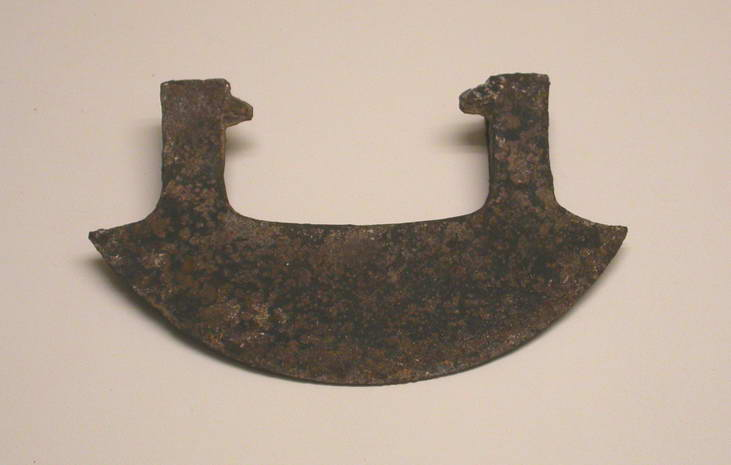
Thuổng sắt (No.M1:283).

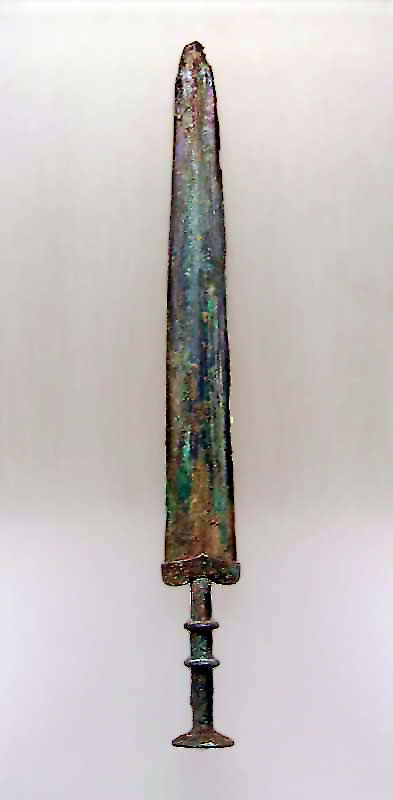
Dao đồng có niên đại cuối thời Chiến Quốc - đầu thời kỳ dựng nước Nam Việt được khai quật tại một ngôi mộ ở Quảng Tây, Trung Quốc

### Khảo cổ
Di tích cung vua nhà Triệu nằm tại thành phố Quảng Châu trên diện tích 15.000 mét vuông. Được khai quật năm 1995, di tích này còn chứng tích của cung điện nước Nam Việt cổ. Năm 1996, nơi đây được Chính phủ Trung Quốc liệt vào danh sách các Di tích văn hóa quốc gia của Cộng hòa nhân dân Trung Hoa.
Năm 1983, lăng mộ Triệu Văn Đế được khai quật ở Quảng Châu thuộc Quảng Đông. Năm 1988, Bảo tàng Lăng mộ vua Triệu được xây dựng tại khu đất này, nhằm trưng bày hơn 1000 hiện vật, trong đó có 500 hiện vật bằng đồng, 240 hiện vật bằng ngọc và 246 hiện vật bằng sắt. Năm 1996, chính phủ Trung Quốc đưa công trình này vào danh sách Khu Di sản quốc gia được bảo vệ.
Một chiếc ấn khối vuông bằng đồng khắc chữ "胥浦侯印 Tư (Việt) Phố hầu ấn" (Ấn dành cho thủ lĩnh huyện Tư Phố) được phát hiện ở Thanh Hoá thuộc miền bắc Việt Nam trong thập niên 1930. Ấn có đúc hình rùa trên lưng và được cho là của viên điển sứ tước Hầu ở Cửu Chân. Tư Phố là tên trị sở quận Cửu Chân thời nhà Triệu nước Nam Việt đóng ở khu vực làng Ràng (xã Thiệu Dương, thành phố Thanh Hóa) hiện nay. Do sự tương đồng với những chiếc ấn được tìm thấy ở lăng mộ Triệu Văn Đế, chiếc ấn đồng này được công nhận là ấn chính thức của nước Nam Việt. Chiếc ấn hiện trưng bày ở Bảo tàng Nghệ thuật và Lịch sử Hoàng gia Bỉ, Brussel.
Có nhiều đồ tạo tác được phát hiện tại khu vực thuộc về văn hoá Đông Sơn ở miền bắc Việt Nam. Các hiện vật được chôn cất cùng thời với lăng mộ Triệu Văn Đế. Ngoài lăng mộ vua Triệu, các nhà khảo cổ còn khai quật được mộ một viên quan thuộc hàng Huyện lệnh ở La Bạc Loan, huyện Quý (nay là thành phố Quý Cảng), tỉnh Quảng Tây và nhiều mộ chí ở Quảng Châu, Hợp Phố được xếp vào niên đại đầu thời Tây Hán (ngang với thời gian tồn tại của Nam Việt). Ban đầu, các nhà khảo cổ Trung Quốc xếp chung các mộ này vào văn hóa Tây Hán, nhưng sau đó càng ngày càng có nhiều nhà nghiên cứu Trung Quốc và quốc tế nhận thấy sự khác biệt giữa các di tích này với văn hóa Tây Hán. Do đó, họ dùng thuật ngữ văn hóa Nam Việt hay văn hóa Giao Chỉ để phân biệt văn hóa vùng này với văn hóa Tây Hán, tương tự như những nền văn hóa các vùng Ba, Thục, Điền ở Tứ Xuyên, Vân Nam cũng khác văn hóa Trung Nguyên của Tây Hán đương thời. Nền tảng của văn hóa Nam Việt là văn hóa đồng thau Bách Việt nói chung, trong đó yếu tố Đông Sơn khá đậm nét

## Hành chính
Sau khi bình định được Nam Việt, Hán Vũ Đế gồm thâu lãnh địa với đảo Hải Nam và vùng đất phía Nam dãy Hoành Sơn, lập ra bộ Giao Chỉ, rồi lại phân thành 6 quận (cả bộ Giao Chỉ mới gồm 9 quận). Họ Triệu được chuyển hóa dần thành tôn hiệu của các thủ lĩnh miền bán đảo Trung Ấn, với các biến âm như: Zhao, Chao, Chau...
Hơn 650 năm sau, Lý Bí đánh đuổi quân Lương lập ra nước Vạn Xuân năm 544, cũng xưng là Nam Việt đế mà sử quen gọi là Lý Nam Đế. Lại hơn 10 thế kỷ sau, tướng nhà Đường là Lưu Nghiễm cũng nhân lúc Trung Nguyên loạn lạc, chiếm cứ vùng Lưỡng Quảng lập ra nước Đại Việt năm 917, rồi sang năm 918 đổi tên thành Nam Hán; Phiên Ngung cũng được họ Lưu chọn làm kinh đô. Phần đất Âu Lạc cũ khi đó do họ Khúc người Việt cai trị, Nam Hán chỉ chiếm được trong thời gian ngắn.
Năm 1804 (1915 năm sau khi Nam Việt mất), sau khi diệt nhà Tây Sơn, vua Gia Long sai sứ sang thỉnh cầu nhà Thanh thừa nhận quốc hiệu mới là Nam Việt, nhưng vua Gia Khánh cho rằng nước Nam Việt cũ của nhà Triệu bao gồm cả Lưỡng Quảng của Trung Quốc nên đảo 2 chữ thành Việt Nam để tránh nhầm lẫn.

## Dân cư
Theo Tiền Hán thư (quyển 65), Địa lý chí của Ban Cố thì số dân giai đoạn cuối của nước Nam Việt (tương ứng với lãnh thổ 6 quận Nam Hải, Uất Lâm, Thương Ngô, Hợp Phố, Giao Chỉ, Cửu Chân thời Hán thuộc) như sau:
- Quận Nam Hải có 6 huyện, 19.613 hộ, 94.253 người.
- Quận Uất Lâm có 12 huyện, 12.415 hộ, 71.162 người.
- Quận Thương Ngô có 10 huyện, 24.379 hộ, 146.160 người.
- Quận Hợp Phố có 5 huyện, 15.398 hộ, 78.980 người.
- Quận Giao Chỉ có 10 huyện, 92.379 hộ, 746.237 người.
- Quận Cửu Chân có 7 huyện, 35.743 hộ, 166.013 người.

Đa số cư dân Nam Việt là người Bách Việt cũ cùng khoảng 100 ngàn người Hán di cư từ phía Bắc, nhóm này nắm giữ hầu hết chức vụ chủ chốt trong chính thể Nam Việt. Họ bao gồm con cháu của các thương gia, binh sĩ Tần được gửi xuống chinh phục phía nam với những thanh nữ phục vụ nhu cầu tình dục trong quân lực, các lại thuộc và cả tội phạm nhà Tần bị lưu đày.
Cư dân Nam Việt sinh sống chủ yếu ở phía bắc, phía đông và trung tâm Quảng Đông, một nhóm nhỏ sinh sống ở phía đông Quảng Tây.
Người Âu Việt sinh sống tại khu vực phía tây Quảng Đông, họ tập trung chủ yếu dọc lưu vực các con sông như Tầm Giang, Tây Giang và khu vực phía nam sông Quế Giang. Những con cháu của Dịch Hu Tống, thủ lĩnh Âu Việt bị quân Tần giết vẫn nắm giữ vai trò là thủ lĩnh của các thị tộc Âu Việt. Đến khi Nam Việt bị Hán diệt, khu vực quận Quế Lâm đã có khoảng vài trăm ngàn người Âu Việt sinh sống. Các thị tộc Lạc Việt sinh sống ở khu vực ngày nay là nam Quảng Tây và bắc Việt Nam, bán đảo Lôi Châu (Quảng Đông) và vùng tây nam Quý Châu. Họ tập trung tại các lưu vực Tả Giang và Hữu Giang Quảng Tây, đồng bằng sông Hồng ở bắc Việt Nam, và lưu vực sông Bàn ở Quý Châu.
Peter Bellwood đề xuất rằng các dân tộc Việt Nam là hậu duệ của người Việt cổ sinh sống tại phía bắc Việt Nam và phía tây Quảng Đông.
Nam Việt vẫn thực hiện phần lớn các chính sách từ thời Tần đối với sự tiếp xúc của người bản xứ với người Hán di cư. Triệu Đà chủ chương đẩy mạnh chính sách giao hòa hai nền văn hóa với nhau. Sau khi chiếm được Âu Lạc, Triệu Đà chỉ dùng 2 quan Sứ cai quản 2 quận Giao Chỉ và Cửu Chân, và cho duy trì chế độ Lạc tướng cha truyền con nối, tổ chức vùng (bộ hay bộ lạc) của người bản địa vẫn chưa bị xóa bỏ. Ở quận Quế Lâm, nhà Triệu đặt một viên quan Giám để trông coi. Sử cũ ghi nhận vị quan Giám cuối cùng của quận Quế Lâm là Cư Ông. Tuy nhiên, người Hán nắm giữ hầu hết các chức vụ trong chính quyền, sự áp đảo này diễn ra ngay sau khi quân Tần chinh phục phía nam. Trải qua thời gian, người Việt bắt đầu tham gia nhiều hơn vào chính quyền. Lữ Gia thừa tướng cuối cùng của Nam Việt là một người bản địa, và hơn 70 họ hàng thân thích của ông ta đã làm quan với các cấp bậc khác nhau trong chính quyền của Nam Việt. Tại những khu vực dân cư mà triều đình gọi là "phức tạp", các thủ lĩnh người bản địa thường được trao cho quyền tự trị lớn. Dưới quyền cai trị của mình, Triệu Đà đã thúc đẩy người Hán di cư vào biên giới Nam Việt. Hôn nhân giữa người Hán và người bản địa ngày càng trở nên phổ biến trong suốt thời gian tồn tại của Nam Việt, thậm chí xảy ra trong hoàng tộc họ Triệu. Nhiều cuộc hôn nhân giữa hoàng tộc họ Triệu và gia đình của Lữ Gia đã được sử sách ghi chép. Triệu Kiến Đức vị vua cuối cùng của Nam Việt là con trai của vị vua trước Triệu Minh Vương với vợ người bản địa.
Vào giai đoạn Chiến Quốc, vùng Lĩnh Nam là vùng sản xuất lúa gạo, tuy nhiên nông cụ sản xuất nông nghiệp hầu hết là đá hoặc bằng đồng, trong khi vùng đồng bằng phía Bắc đã sử dụng phổ biến các nông cụ bằng sắt. Trong cuộc chinh phạt của nhà Tần ở vùng Lĩnh Nam, cùng với dân di cư ở các vùng đồng bằng đã mang theo các công cụ bằng sắt, và nhiều kĩ thuật mới về sản xuất nông nghiệp đã đem lại sự cải thiện về trình độ sản xuất nông nghiệp cho vùng Lĩnh Nam.

## Ngôn ngữ
Tiếng Hán cổ là ngôn ngữ chính thống trong chính quyền Nam Việt, đa số dân chúng nói tiếng bản địa(Tiếng Việt cổ) - thứ ngôn ngữ ngày nay không còn và được xem là nguồn gốc của tiếng Choang và tiếng Thái hiện nay. Tổ chức triều đình Nam Việt còn mang nặng màu sắc thủ lĩnh bộ lạc bản địa. Sự hòa trộn của họ Triệu với người Bách Việt được xem là nhân tố tạo nên tộc Triệu lớn mạnh còn phổ biến trong các cộng đồng người Choang, người Tày, người Nùng ở Trung Hoa và Cao Bằng, Hà Giang, Bắc Kạn, Lạng Sơn... ở Việt Nam. Cuộc chinh phục của người Hoa được xem là tác nhân truyền bá chữ viết Hán tới khu vực này. Nhiều di tích hiện vật trong lăng mộ Triệu Văn Đế tại Quảng Châu có sự hiện diện của chữ viết. Tuy nhiên, văn tự Hán ở Nam Việt vẫn kém phát triển, qua kết quả khảo cổ cho thấy những minh văn chữ Hán được khắc rất xấu và mắc nhiều lỗi chính tả trên đồ ngự dụng cho vua và các phu nhân,thay vào đó thì chữ viết Việt cổ bản địa(Chữ Nòng nọc)có lẽ phổ biến hơn dù có lẽ nó chỉ mang tính tượng trưng hơn là chữ.

## Trên phương tiện truyền thông đại chúng

### Phim truyền hình
Dưới đây là danh sách các bộ phim truyền hình nói về/có đề cập đến nước Nam Việt:
- Nam Việt Vương (2007) -  Trung Quốc
- Linh Châu (2011) -  Trung Quốc
- Đại Phong Ca (2011) -  Trung Quốc